# Coupe Méridien
La Coupe Méridien, créée en 1997, est une compétition de football qui oppose tous les deux ans les meilleurs joueurs européens de moins de 17 ans de l'Union des associations européennes de football et de la Confédération africaine de football. Cette coupe fait partie d'un programme de coopération entre les deux confédérations.

## Histoire
En 1997 et en 1999 reposait sur un système classique de phase finale à huit. Les deux premières équipes de chaque groupe de quatre se qualifiaient pour les tours à élimination directe afin de désigner le vainqueur. Le premier champion a été le Nigeria à Lisbonne en 1997, suivi de l'Espagne en 1999.
Le format de la Coupe Méridien a été modifié en 2001 : Pour la première fois, quatre formations africaines de moins de 17 ans ont affronté quatre formations européennes. Chaque équipe d'un continent rencontrait les quatre équipes de l'autre continent. Les points remportés étaient ajoutés au total des continents, et le vainqueur était soit l'Afrique, soit l'Europe. L'Europe s'est imposée en 2001, grâce à l'Espagne qui a réalisé la meilleure performance de toutes les équipes participantes. C'est également l'Europe qui a remporté les éditions 2003 en Égypte et 2005 en Turquie, les meilleures formations ayant été respectivement l'Espagne et la France.
En 2007, la 6e coupe Méridien UEFA/CAF a eu lieu à Barcelone en matches aller-retour entre deux sélections européenne et africaine et a vu la victoire de la sélection européenne des moins de 18 ans.

## Palmarès
| Année | Pays organisateur | Vainqueur      | Finaliste      | Score | Troisième       | Quatrième         | Score     |
| ----- | ----------------- | -------------- | -------------- | ----- | --------------- | ----------------- | --------- |
| 1997  | Portugal          | Nigeria (CAF)  | Espagne (UEFA) | 3-2   | Portugal (UEFA) | Grèce (UEFA)      | 2-1       |
| 1999  | Afrique du Sud    | Espagne (UEFA) | Ghana (CAF)    | 2-1   | Portugal (UEFA) | Égypte (CAF)      | 0-0 (3-1) |
| 2001  | Italie            | Espagne (UEFA) | Italie (UEFA)  |       | Portugal (UEFA) | Tchéquie (UEFA)   |           |
| 2003  | Égypte            | Espagne (UEFA) | Suisse (UEFA)  |       | France (UEFA)   | Angleterre (UEFA) |           |
| 2005  | Turquie           | France (UEFA)  | Turquie (UEFA) |       | Espagne (UEFA)  | Portugal (UEFA)   |           |

| Année | Pays organisateur | Vainqueur                 | Finaliste                | Score | Aller | Retour |
| ----- | ----------------- | ------------------------- | ------------------------ | ----- | ----- | ------ |
| 2007  | Espagne           | Sélection européenne U-18 | Sélection africaine U-18 | 10-1  | 6-1   | 4-0    |